# Tomasz Mokwa
Tomasz Mokwa [tomaš mokwa] (* 10. února 1993, Słupsk) je polský fotbalový obránce či záložník, od července 2014 působící v klubu Piast Gliwice.

## Klubová kariéra
Svoji fotbalovou kariéru začal v týmu Canal+ Słupsk, odkud v průběhu mládeže zamířil nejprve do Jantaru Ustka a poté do mužstva Arka Gdynia. V roce 2010 se propracoval do seniorské kategorie, kde nastupoval za A-tým i rezervu. V srpnu 2012 přestoupil do Calisie Kalisz, odkud po roce zamířil do klubu Flota Świnoujście.

### Piast Gliwice
Před sezonou 2014/15 odešel do Piastu Gliwice.

#### Sezona 2014/15
V Ekstraklase za Piast debutoval v ligovém utkání 18. kola (7. prosince 2014) proti mužstvu Lechia Gdańsk (prohra Piastu 1:3), odehrál celý zápas. Celkem v sezoně odehrál 13 střetnutí, ve kterých se gólově neprosadil.

#### Sezona 2015/16
Premiérový svůj gól za Piast a zároveň svůj první v ročníku vstřelil v 81. minutě v zápase proti mužstvu Termalica Bruk-Bet Nieciecza, když zvyšoval na konečných 5:3. V ročníku 2015/16 dal jednu branku ve 20 střetnutích. V sezoně s týmem dosáhl historického umístění, když jeho klub skončil na druhé příčce a kvalifikoval se do druhého předkola Evropské ligy UEFA.

#### Sezona 2016/17
S Piastem se představil ve 2. předkole Evropské ligy UEFA, kde klub narazil na švédský tým IFK Göteborg, kterému podlehl 0:3 a remízoval s ním 0:0.

## Klubové statistiky
Aktuální k 28. květnu 2016
| Sezona  | Klub              | Soutěž      | Zápasy | Góly |
| ------- | ----------------- | ----------- | ------ | ---- |
| 2010/11 | Arka Gdynia       | Ekstraklasa | 0      | 0    |
| 2011/12 | Arka Gdynia       | Ekstraklasa | 0      | 0    |
| 2012/13 | Calisia Kalisz    | II liga     | 33     | 2    |
| 2013/14 | Flota Świnoujście | I liga      | 28     | 0    |
| 2014/15 | Piast Gliwice     | Ekstraklasa | 13     | 0    |
| 2015/16 | Piast Gliwice     | Ekstraklasa | 20     | 1    |